# 1979年欧州議会議員選挙 (ドイツ)
1979年欧州議会議員選挙（1979ねん おうしゅうぎかい ぎいんせんきょ）は、欧州共同体（EC）の立法府的機関である欧州議会の議員を選出するために行われた選挙である。ドイツ連邦共和国（当時西ドイツ）では6月10日に実施された。本稿では、ドイツにおける欧州議会議員選挙の結果について取り上げる。

## 選挙データ
- 欧州議会議員定数（ドイツ）：78議席
- 選挙権：18歳以上のEC市民
- 選挙制度：比例代表制（ニーマイヤー式）

1. 政党は全国共通の政党リストか、州毎のリストを提出する。同じ政党の州リストは全国で結合して、議席配分を受けることが可能。実際には、CSUはバイエルン州のみで名簿を提出し、CDUはそれ以外の州毎の名簿を全国（バイエルン州は除外）で結合している。
2. 有権者は政党リスト（拘束名簿）のいずれか一つに投票。
3. 議席配分は、全国での投票（CSUはバイエルン州だけで、CDUは結合の）によって、ヘアー式最大少数法（ニーマイヤー式）で配分。ただし、有効投票の5％以上の得票があった政党リストに限る。

- 欧州議会議員の任期：5年
- 有権者数：42,751,940名

## 選挙結果
- 投票日：1979年6月10日
- 投票者数：28,098,872名（投票率65.7％）
- 有効投票数：27,847,109票

| 党派                                   | 党派                      | 得票       | 得票   | 議席 |
| 党派                                   | 党派                      | 得票数     | 得票率 | 議席 |
| -------------------------------------- | ------------------------- | ---------- | ------ | ---- |
| キリスト教 民主・社会同盟 （CDU／CSU） | キリスト教民主同盟（CDU） | 10,883,085 | 39.1   | 32   |
| キリスト教 民主・社会同盟 （CDU／CSU） | キリスト教社会同盟（CSU） | 2,817,120  | 10.1   | 8    |
| ドイツ社会民主党（SPD）                | ドイツ社会民主党（SPD）   | 11,370,045 | 40.8   | 34   |
| 自由民主党（FDP）                      | 自由民主党（FDP）         | 1,662,621  | 6.0    | 4    |
| 緑の党（GRÜNE）                        | 緑の党（GRÜNE）           | 893,683    | 3.2    | 0    |

- 出典：1.Wahl zum Europäischen Parlament am 10.Juni 1979
- ここでは、議席を獲得した政党と、次点となった「緑の党」のみ取り上げる。